# Москва — Петушки (памятник)
Памятник «Москва — Петушки» — памятник героям «поэмы» (авторское обозначение) «Москва — Петушки» Венедикта Ерофеева в Москве. Работа выполнена скульпторамм В. Ю. Кузнецовым и С. В. Манцеревым.

## История

Бронзовый памятник культовому произведению Венедикта Ерофеева «Москва — Петушки» был открыт в Москве, в сквере на площади Борьбы, 11 мая 2000 года в десятую годовщину со дня смерти писателя.
Памятник изображает главного героя поэмы, ждущего поезд в Петушки, куда он едет к своей любимой. Это фигура мужчины, который одной рукой держится за табличку с надписью «Москва», а другой прижимает к себе чемоданчик с гостинцами для сына. На гранитном постаменте надпись: «…Нельзя доверять мнению человека, который ещё не успел похмелиться!»
Составной частью памятника является фигура рыжеволосой возлюбленной Венички. Она стоит в нескольких метрах от него и изображена как стройная девушка, теребящая длинную косу. На постаменте надпись: «В Петушках,… жасмин не отцветает и птичье пение не молкнет».
Гипсовый макет памятника Веничке первоначально находился на Курском вокзале, а девушке — в Петушках, но по настоянию администрации Курского вокзала для бронзового памятника было подобрано другое место.